# Plateosauravus
Plateosauravus là một chi khủng long, được von Huene mô tả khoa học năm 1932.